# マリア・ホセファ・ピメンテル

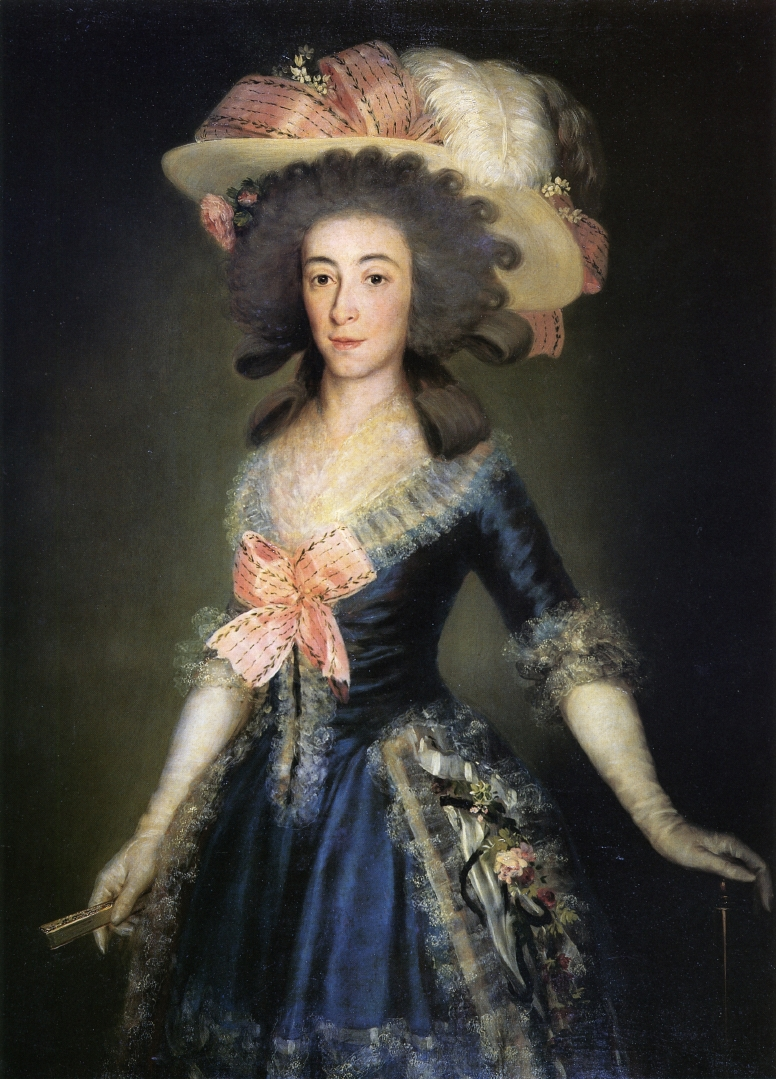
『オスーナ公爵夫人の肖像』、フランシスコ・デ・ゴヤ画（1785年）

第12代ベナベンテ伯公爵夫人マリア・ジョセファ・デ・ボルハ・ピメンテル・イ・テレス・ヒロン、グランデ（スペイン語：María Josefa de Borja Pimentel y Téllez-Girón, 1752年11月26日 - 1834年10月5日）は、スペインの貴族女性。芸術家・作家・科学者のパトロンとして知られた。
ベナベンテ伯公爵夫人（Condesa-Duquesa de Benavente、この場合は自身の権利として公爵位と伯爵位を持つことを示す）マリア・ホセファは、1771年に第9代オスーナ公爵ペドロ・テレス＝ヒロンと結婚し、オスーナ公爵夫人と呼ばれるようになった。公爵夫妻はたくさんの子供をもうけ、彼女の持つ財産と貴族称号はオスーナ家に引き継がれた。同時代人の評価によれば、オスーナ公爵夫人は際立った知性、美貌、洗練、立ち居振る舞いで有名で、スペイン社会で重要な役割を果たし、慈善事業に力を注いだ。伝統から解放された型破りな公爵夫人は、マドリードにおいて最も重要な文芸サロンの一つを形成し、18世紀後半の啓蒙時代を生きた開明派貴族の権化のような存在だった。一方で公爵夫人は王妃マリア・ルイサ・デ・パルマ、アルバ公爵夫人と宮廷社交界における覇を競い合っていた。
画家フランシスコ・デ・ゴヤはオスーナ公爵夫妻の進歩的な姿勢を高く買い、公爵夫妻を信頼できる支援者として見ていた。オスーナ公爵夫人はゴヤの版画集『ロス・カプリーチョス』の第1版の1つを買い上げただけでなく、『黒い絵』を含む2連の室内壁画制作を依頼したとも言われる。ゴヤによる有名な肖像画の中では、オスーナ公爵夫人は貴族的な抑制された態度を見せ、観者の側を向いている。公爵夫人はフランス王妃マリー・アントワネットが牽引する当時のパリ・モードを意識したファッションに身を包んでいる。公爵夫妻の娘の1人であるサンタ・クルス侯爵ホセ・ガブリエル・デ・シルバ＝バサン夫人ホアキナもゴヤに肖像画『サンタ・クルス侯爵夫人の肖像』を描かせている。

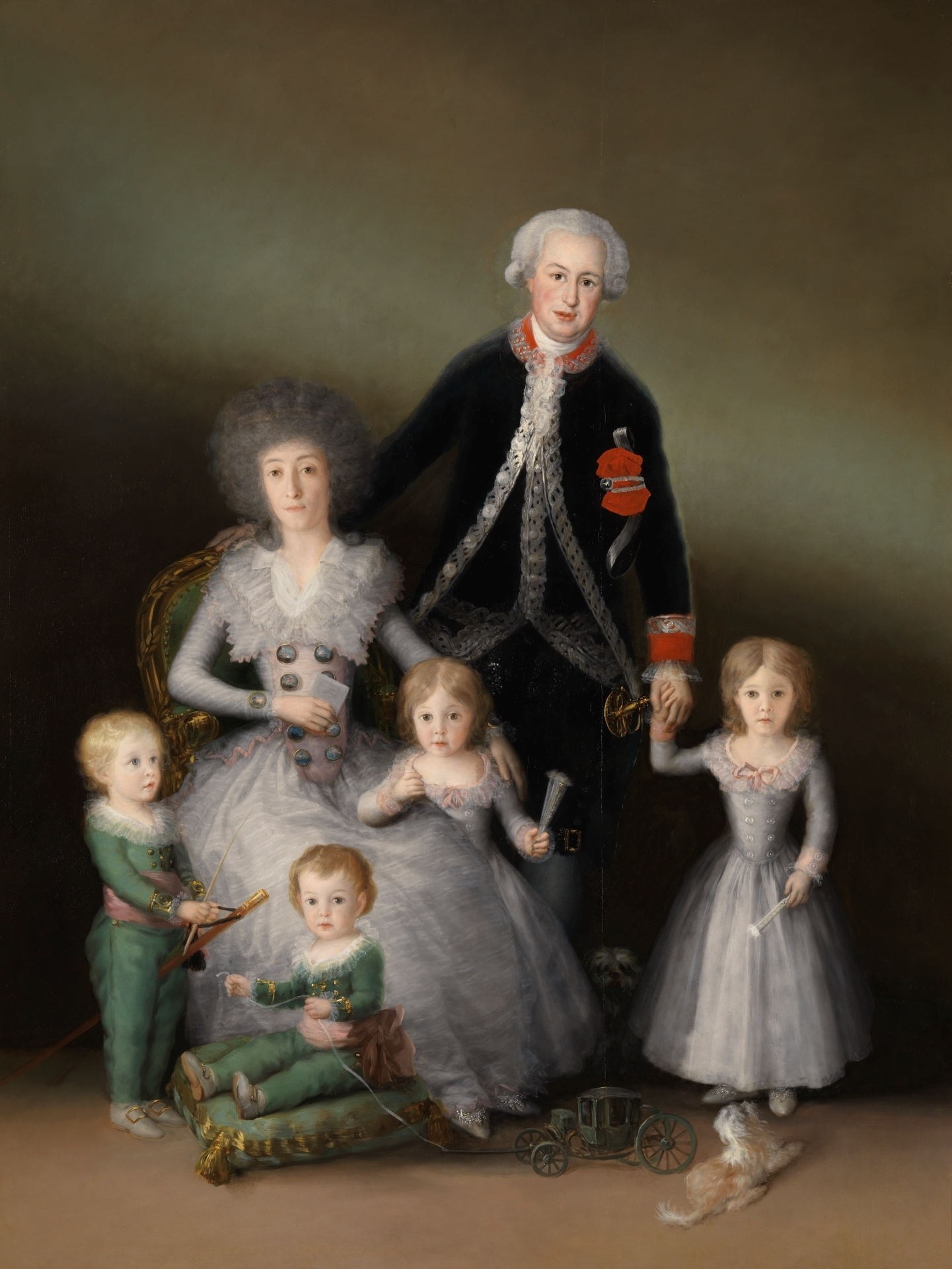
『オスーナ公爵夫妻とその子供たち』、フランシスコ・デ・ゴヤ画（1788年）